# Есмералда (теленовела)
Вижте пояснителната страница за други значения на Есмералда.
Есмералда (на испански: Esmeralda) е мексиканска теленовела от 1997 г., режисирана от Беатрис Шеридан и продуцирана от Салвадор Мехия, в неговия дебют като изпълнителен продуцент, за Телевиса. Адаптацията, написана от Хеорхина Тиноко, Долорес Ортега и Лус Орлин, е базирана на едноименната теленовела от 1970 г., създадена от Делия Фиайо.
В главните роли са Летисия Калдерон и Фернандо Колунга, в поддържащите – Нора Салинас и Алехандро Руис, а в отрицателните са Лаура Сапата, Ана Патрисия Рохо и Салвадор Пинеда, специално участие взема първият актьор Игнасио Лопес Тарсо.

## Сюжет
В една бурна нощ се раждат две бебета. Едното е здраво момченце, родено в колиба, чийто баща е починал, а майката – при раждането. В друг дом, Бланка, съпругата на Родолфо Пеняреал, богатия и горд собственик на имението Каса Гранде, ражда слабо момиченце, което мислят за мъртво. Доминга, селската знахарка, помага при раждането и на двете бебета. Тя не знае какво да прави с момченцето, останало сираче. От друга страна, Крисанта, дойката на Бланка, е ужасена от мисълта, че Бланка е родила момиче, тъй като Родолфо винаги е искал наследник. Крисанта убеждава Доминга да разменят бебетата. В знак на благодарност Крисанта дава на Доминга чифт изумрудени обеци.
В Каса Гранде Пеняреал са щастливи и горди, че са родители на момче, но Бланка забелязва, че ѝ липсват изумрудените обеци. Притисната от Бланка, Крисанта признава, че се е родило мъртво момиченце и че с Доминга са разменили бебетата. Съкрушена от истината, Бланка решава да скрие истината от Родолфо, и да отгледа момченцето като роден син. Родолфо дава име на сина си – Хосе Армандо. Когато Доминга се връща в своята колиба, вижда, че бебето дава признаци на живот. Знахарката е изплашена, но решава да отгледа детето. Малко след това, Доминга разбира, че момиченцето е сляпо. Решава да ѝ даде името Есмералда, тъй като очите ѝ са с цвета на изумрудените обеци, които е получила от Крисанта.
Годините минават и децата растат. Есмералда се превръща в красива девойка. Нейни приятели са семейство Лусеро и Мелесио. Тя често ходи на предполагаемите гробове на „родителите си“, разговаряйки с гробаря Фермин, човек с благороден характер. Есмералда има слабост към Лусио Малавер, селския лекар, видимо добър човек, обсебен от нея, която спасил при пожар и поради тази причина половината му лице е обезобразено.
В същото време, семейство Пеняреал решава да почива в Каса Гранде. Сред тях е и Хосе Армандо, който учи за хирург. В допълнение, той има връзка с братовчедка си, Грасиела, добро момиче, доминирано от безскрупулната си майка, Фатима, вдовица на покойния брат на Родолфо.
В една от ловните си екскурзии до водопада, Хосе Армандо, се запознава с Есмералда. Оттогава започва любовната история между двамата. Тази любов ще промени съдбата на Пеняреал. Грасиела се влюбва в сина на управителя на имението – Адриан Лусеро. Пред тяхната любов има препятствия, като най-голямото е съпротивата на Фатима, която иска дъщеря ѝ да се омъжи за Хосе Армандо, за да запази социалното си положение.

## Актьорски състав
- Летисия Калдерон – Есмералда Пеняреал де Веласко
- Фернандо Колунга – Хосе Армандо Пеняреал де Веласко
- Лаура Сапата – Фатима Линарес вдовица де Пеняреал
- Нора Салинас – Грасиела Пеняреал Линарес вдовица де Валверде
- Алехандро Руис – Адриан Лусеро
- Енрике Лисалде – Родолфо Пеняреал
- Ракел Морел – Бланка де Веласко де Пеняреал
- Алберто Ортис – Хосе Родолфо Пеняреал Пеняреал
- Ана Патрисия Рохо – Хеорхина Перес-Монталво Фореро
- Салвадор Пинеда – Д-р Лусио Малавер
- Игнасио Лопес Тарсо – Мелесио
- Хуан Пабло Гамбоа – Д-р Алваро Ласкано
- Густаво Рохо – Д-р Бернардо Перес-Монталво Ларасабал
- Ракел Олмедо – Доминга Ортис Ерера
- Росита Пелайо – Илда Ортега Олмедо
- Иран Еори – Сестра Пиедад
- Наташа Дупейрон – Есмералда (дете)
- Ное Мураяма – Фермин
- Елса Карденас – Ортенсия Ласкано
- Раул Падия „Чофоро“ – Тролебус
- Дина де Марко – Крисанта
- Ракел Панковски – Хуана
- Елса Наварете – Аурора
- Естер Риналди – Флор де ла Каридад Лусеро
- Хуан Карлос Серан – Дионисио Лусеро #1
- Рафаел Амадор – Дионисио Лусеро #2
- Мария Луиса Алкала – Доня Сокоро
- Рафаел дел Вияр – Себастиан Роблес-Хил
- Серхио Хурадо – Хоакин Естрада
- Густаво Агилар – Ануар
- Габриела Апонте – Бенита
- Алехандро Авила – Дизайнер
- Едуардо Касерес – Фемио
- Хосе Антонио Коро – Диас Марон
- Роберто Д'Амико – Густаво Валверде
- Габриела дел Вайе – Сойла
- Один Дупейрон – Габино
- Паола Флорес – Томаса
- Дасия Гонсалес – Рита Валверде
- Исадора Гонсалес – Таня
- Хесус Лара – Томас
- Алма Роса Лопес Лотфе – Марибел
- Мелба Луна – Епифания
- Лорена Мартинес – Сестра Лусила
- Фабрисио Мерсини – Луис
- Мария Морена – Дорис Камачо
- Хеновева Морено – Сенайда
- Урсула Мураяма – Хасинта
- Хеновева Перес – Еуфрасия
- Хайме Пуга – Лино
- Мишел Виет – Хуйло
- Карлос Рамирес – Д-р Рамирес
- Хуан Риос Канту – Клаудио
- Хосе Луис Рохас – Елено
- Маурисио Руби – Факундо
- Роберто Руи – Офелио
- Долорес Саломон „Бодокито“ – Тула
- Габриела Саломон – Петра
- Куко Санчес – Дон Куко
- Алберто Сантини – Игнасио
- Ирма Торес – Алтаграсия
- Марко Уриел – Емилиано Валверде
- Орасио Вега – Сириако
- Даниел Саласар – Майордомо
- Ники Монделини – Д-р Росарио Муньос
- Енрике Марине – Хуанито
- Клаудио Рохо – Д-р Валдивия

## Премиера
Премиерата на Есмералда е на 5 май 1997 г. по Canal de las Estrellas. Последният 144. епизод е излъчен на 28 ноември 1997 г.

## Продукция
Записите на теленовелата са осъществени във Форум 4 на Телевиса Сан Анхел, в град Мексико и в Хасиенда де Йексто, щат Идалго.

## Екип
- Оригинална история – Делия Фиайо
- Адаптация – Хеорхина Тиноко, Долорес Ортега, Лус Орлин
- Литературна редакция – Лус Орлин (за първите епизоди)
- Сценография – Хуан Антонио Сагредо
- Декор – Норма Брена
- Дизайн на костюми – Марта Летисия Ривера
- Музикална тема – Esmeralda
- Изпълнител – Хавиер Родригес
- Автор – Хосе Антонио „Потро“ Фариас
- Музикален координатор – Луис Алберто Диасаяс
- Монтаж – Хуан Франко, Марко Антонио Роча
- Асистент-монтажисти – Марко Антонио Роча, Енрике Нуниес
- Директори продукция – Аарон Гутиерес, Уго Майо, Родриго Роман, Мануел Руис Еспарса
- Координатори продукция – Летисия Диас, Аарон Гутиерес
- Скриптери – Ерик Моралес, Тина Теойотл
- Режисьор на дублажа – Ектор Рейносо
- Ръководител Форум 4 на Телевиса Сан Анхел – Марсиано Ислас Еспиноса
- Асистент-оператори – Фернандо Родригес, Хосе Луис Ескивел
- Асистент-режисьори – Хуан Карлос Серан (първа част), Емануел Дупрес (втора и трета част)
- Асистент-продуценти – Мануел Руис Еспарса, Аминта Торес, Франсиско Луго, Лаура Баутиста, Исмаел Пуерто
- Продуценти – Натали Лартио, Марикармен Маркос (първа част)
- Режисьор в локация – Карина Дупрес (втора част)
- Втори режисьор – Марта Луна (първа част)
- Оператори – Хесус Нахера, Алберто Родригес, Мануел Барахас, Ернесто Ареола
- Режисьори – Беатрис Шеридан (първа част), Марта Луна (втора и трета част), Карина Дупрес (трета част)
- Изпълнителен продуцент – Салвадор Мехия

## Награди и номинации
Награди TVyNovelas 1998
| Категория                           | Номинация           | Резултат   |
| ----------------------------------- | ------------------- | ---------- |
| Най-добра теленовела                | Салвадор Мехия      | Печели     |
| Най-добра актриса в главна роля     | Летисия Калдерон    | Номинирана |
| Най-добър актьор в главна роля      | Фернандо Колунга    | Номиниран  |
| Най-добър актьор в отрицателна роля | Салвадор Пинеда     | Номиниран  |
| Най-добър пръв актьор               | Игнасио Лопес Тарсо | Печели     |
| Най-добър пръв актьор               | Енрике Лисалде      | Номиниран  |
| Най-добра актриса в поддържаща роля | Нора Салинас        | Печели     |
| Най-добра актриса в поддържаща роля | Ракел Морел         | Номинирана |
| Най-добър актьор в поддържаща роля  | Алехандро Руис      | Печели     |
| Най-добър оператор                  | Хесус Нахера Саро   | Печели     |

## Версии
Върху радионовелата Есмералда, създадена от Делия Фиайо, се базират следните адаптации:
- Есмералда, венецуелска теленовела от 1970 г., продуцирана от Хосе Енрике Крусият, с участието на Лупита Ферер и Хосе Бардина.[3]
- Топасио, венецуелска теленовела от 1984 г., продуцирана от Хорхе Герарди и Омар Пин, с участието на Гресия Колменарес и Виктор Камара.[4]
- Есмералда, бразилска теленовела от 2004 г., продуцирана от Кармен Бусана и Давид Гримберг, с участието на Бианка Кастаньо и Клаудио Линс.[5]
- Без твоя поглед, мексиканска теленовела от 2017 – 2018 г., режисирана от Сандра Шифнер и Ана Лорена Перес-Риос и продуцирана от Игнасио Сада Мадеро за Телевиса, с участието на Клаудия Мартин и Освалдо де Леон.

## В България
В България сериалът се радва на голяма популярност. Излъчен е през 1999 – 2000 г. по Нова телевизия, а през 2002 г. по 7 дни. Дублиран на български език от Ани Василева, Таня Димитрова, Стефан Сърчаджиев – Съра и други, като последните епизоди са озвучени от Мариана Лечева и Апостол Пенчев. Преводачи са Райка Костакиева, Катя Диманова, Зара Димитрова, Мариана Китипова, Венета Сиракова и Людмила Петракиева. Редактор на превода е Екатерина Късметлийска, звукорежисьор е Галина Наумова, а видеооператор е Аракси Мухибян.